# Tressin
Tressin é uma comuna francesa na região administrativa de Altos da França, no departamento do Norte. Estende-se por uma área de 1.89 km². Em 2010 a comuna tinha 1 440 habitantes (densidade: 761,9 hab./km²).